# Tachiraptor
Tachiraptor là một chi khủng long theropoda ăn thịt sống vào đầu kỷ Jura ở Venezuela. Loài điển hình là Tachiraptor admirabilis.

## Từ nguyên
Tên chi xuất phát từ bang Táchira, nơi nó được phát hiện, cùng với từ raptor trong tiếng Latin nghĩa là kẻ trộm. Tên loài (admirabilis) để chỉ chiến dịch Admirable năm 1813, chỉ huy bởi Simón Bolívar.

## Mô tả
Tachiraptor là loài khủng long nhỏ đi hai chân ăn thịt. Xương chân dài khoảng 52 cm; từ chiều dài xương chân ước tính chiều dài cơ thể chỉ hơn 1.5 mét.